# Kattibissanahalli, Srinivaspur
Kattibissanahalli là một làng thuộc tehsil Srinivaspur, huyện Kolar, bang Karnataka, Ấn Độ.